# Cortal

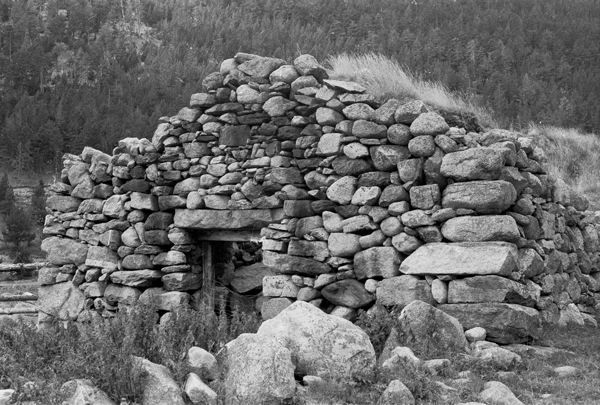
Pignon-façade du cortal du Pla de l'Orri à Sansa (Pyrénées-Orientales)

Dans le parler catalan des Pyrénées-Orientales, bergerie se dit cortal, que le bâtiment soit dans un village ou sur un lieu de pâturage, qu'il soit couvert d'une toiture de tuiles ou de chaume ou d'une voûte de pierre sous un revêtement de terre. 

## Lescortalsde pierre du Conflent
C'est sous ce vocable de cortal qu'étaient désignées les grandes bergeries en pierre que l'on rencontre dans le haut Conflent, sur les communes de Corneilla-de-Conflent, Clara, Sansa, Prades, à des altitudes allant de 620 m à 1645 m. Ces bergeries destinées aux ovins ne sont pas des séchoirs ou « greniers » à fromages, fonction dévolue à un autre type de bâtiment.

### Terminologie
On a cru que le terme orri (littéralement « grenier ») était le nom de ces constructions. En fait, ce qui est qualifié d'orri dans l'exemple de Sansa, c'est le plateau lui-même, consacré à la culture des céréales (grains) avant le XIXe siècle, avant de servir de pacage. Autre preuve : à Taurinya, une grande bergerie en pierre porte le nom de Cortal d'En Manuel.

### Architecture
En forme de longs parallélépipèdes aux murs de calcaire, de schiste ou de granit bâtis avec ou sans mortier, ces bergeries ont pour façade un des pignons et pour couvrement une voûte clavée en berceau (cortal du Pla de l'Orri à Sansa) ou un plafond de dalles soutenu par des pilastres engagés dans les murs latéraux et aux faces encorbellées (La Rofaga à Prades, Ambulla à Corneilla-de-Conflent, Ciscal à Clara). Le haut du pignon-façade est soit rectiligne, soit marqué par un très léger fronton. L'étanchéité est assurée par un revêtement de terre (ou terrat) engazonné, légèrement bombé ou à deux versants à peine marqués.

### Contexte économique et social
On trouve ces cortals à l'architecture particulière sur des plateaux (ou plas) situés entre 800 m et 1400 m d'altitude. L'un de ces cortals, le cortal Delcasso du Pla de l'Orri à Sansa, nous renseigne, grâce à l'étude archivistique qui en a été faite, sur leur genèse. Non porté sur le cadastre de 1824, il fut édifié dans le courant des trois derniers quarts du XIXe siècle pour le compte du plus riche propriétaire foncier local afin d'abriter son troupeau, lequel représentait 1/3 du cheptel ovin de la commune entre 1897 et 1900. À Sansa, la famille Delcasso avait acquis la totalité du pla.
Chacune de ces bergeries en pierre a nécessité, pour sa construction, l'extraction de centaines de tonnes de pierre et l'intervention de maçons à pierre sèche, ce qui suppose un investissement financier important que seuls de gros propriétaires étaient en mesure de consentir.

### Monographies

#### Lecortalde La Rofaga à Prades
Altitude : 620 m.
De plan en forme de trapèze rectangle, il fait extérieurement 10,30 m de long sur 5,85 m de large et intérieurement 8,95 m sur 4,10 m, son pignon-façade représentant le côté oblique du trapèze.
À mi-longueur, se font face deux piliers engagés dans les parois latérales (autrement dit des pilastres). Faisant saillie de 1 m à la base, ils se rejoignent à 2 m de hauteur, divisant l'intérieur en deux travées voûtées en coupole (hauteur sous voûte : 2,87 m).
La voûte de la seconde travée est coiffée par une dalle percée d'un trou rond de 25 cm de diamètre, peut-être destiné à l'aération (plutôt qu'à l'évacuation de la fumée d'un foyer — incongru dans une étable à ovins).
Cinq petites ouvertures d'aération sont percées dans les parois à environ 50 cm du sol, deux dans chaque mur long, une dans le mur du fond.

#### Lecortald'Ambulla à Corneilla-de-Conflent
Altitude : 738 m.

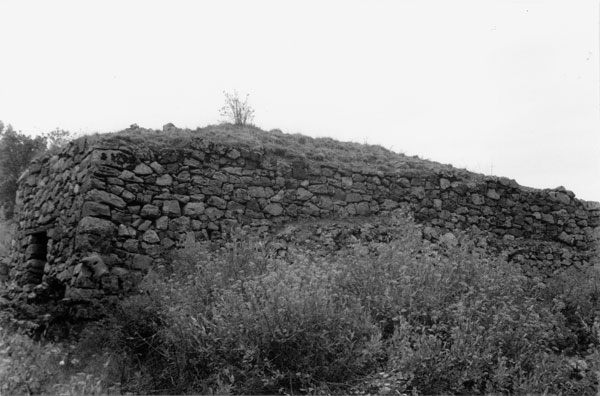
Façade et mur long de droite vus depuis l'aval. Le parallélépipède formé par le cortal apparaît clairement.
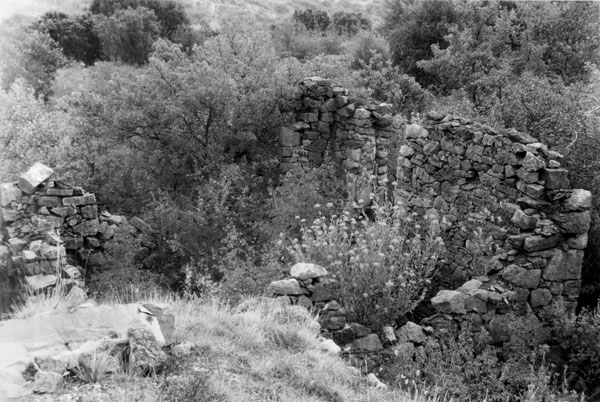
La cabane de berger qui se dressait à l'angle du pignon du cortal  (vue prise depuis le sommet de ce dernier).
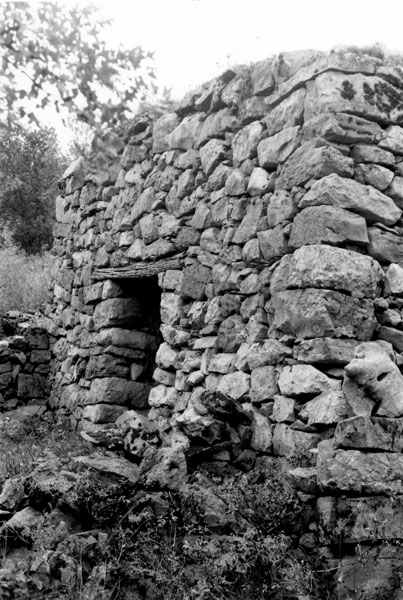
Le pignon-façade vu depuis l'aval, avec les gros blocs chaînés formant l'angle avec le mur long de droite.
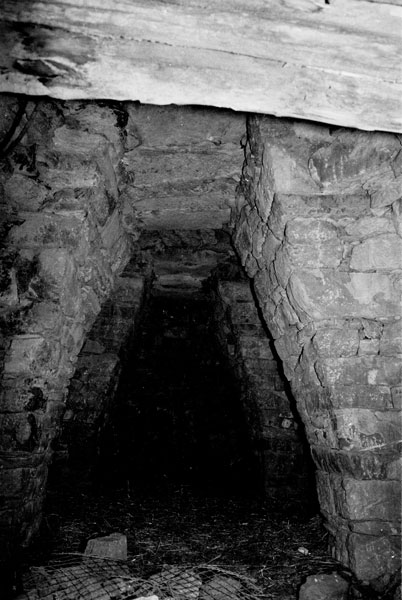
La nef intérieure vue depuis l'entrée, avec ses quatre pilastres encorbellés et son plafond de dalles.
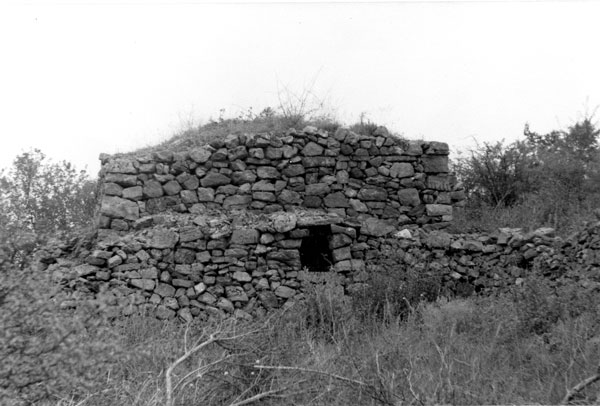
Le pignon arrière, caché en partie inférieure par le contrefort continu rajouté sur trois côtés.
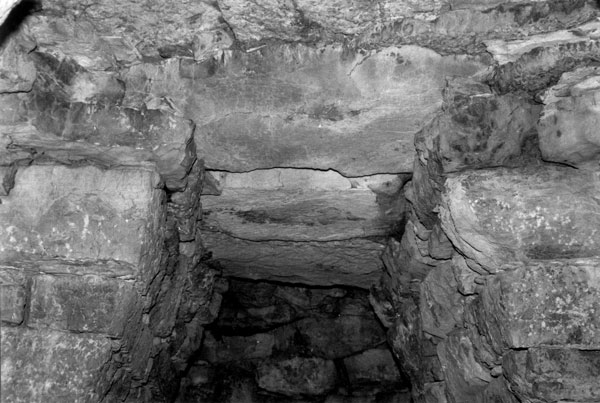
Le plafond de dalles au niveau des deux pilastres du fond.

Construit en pierres et dalles calcaires, il épouse la forme d'un parallélépipède, mesurant extérieurement 10,60 m de long sur 5,60 m de large et intérieurement 8,80 m sur 3,80 m.
Deux paires de pilastres aux faces encorbellées divisent l'espace intérieur en trois travées égales. Les faces antérieures des pilastres s'incurvent en encorbellement jusqu'à un plafond de grandes dalles à 3 m de hauteur, au-dessus du couloir central. Les faces latérales des pilastres et les parois latérales de la nef convergent jusqu'à un plafond transversal de grandes dalles à 3,20 m de hauteur. Les pierres des pilastres ont leur parement taillé en biseau.
Il y a trois ouvertures d'aération, deux de chaque côté de la travée centrale, une dans la paroi du fond.
L'entrée, disposée dans l'axe médian de l'édifice, regarde vers le sud. D'élévation rectangulaire, elle est couverte d'une série de six rondins posés côte à côte, ce qui ne traduit pas une grande ancienneté.
À l'extérieur, la bâtisse est entourée d'un contrefort continu, sauf devant le pignon-façade. À l'arrière, pour éviter que ce contrefort n'obture l'orifice dans la paroi, un trou a été réservé dans son prolongement.
La cabane du berger s'élevait à l'angle ouest de la bergerie. Il n'en reste que quatre pans de murs en pierres liées au mortier de terre et dont les hauteurs conservées attestent l'existence d'une ancienne toiture à une pente, le mur de l'entrée faisant 1,50 m de haut, celui du fond 3 m et les murs latéraux entre 2 m et 2,50 m. Les parois intérieures étaient revêtues d'un enduit au mortier de chaux et de sable. Une fenêtre, munie d'un chambranle en bois, se découpe dans la paroi du fond.

#### Lecortalde Ciscal à Clara
Altitude : 1400 m.
Construit en schiste, il mesure extérieurement 16,15 m de long sur 5,75 m de large et intérieurement 13,85 m sur 3,85 m.
Sa nef est divisée en quatre travées par trois paires de pilastres, aux faces encorbellées, qui supportent un plafond de dalles à 2,35 m de hauteur (au minimum, en raison de la présence d'une couche de fumier desséché sur le sol). Les parements des pierres sont bruts, non régularisés. Chose curieuse, les pilastres du côté long occidental sont plus resserrés que ceux du côté long opposé, ce qui a pour effet de créer des travées dissymétriques.
Il y a trois aérations, deux dans le mur long occidental, une troisième dans le pignon arrière. L'embrasure de cette dernière est fermée par des barreaux de schiste.
Un contrefort continu longe la moitié postérieure du mur long occidental, celui-ci donnant sur un ravin.

#### Lecortaldu Pla de l'Orri à Sansa
Altitude : 1645 m.

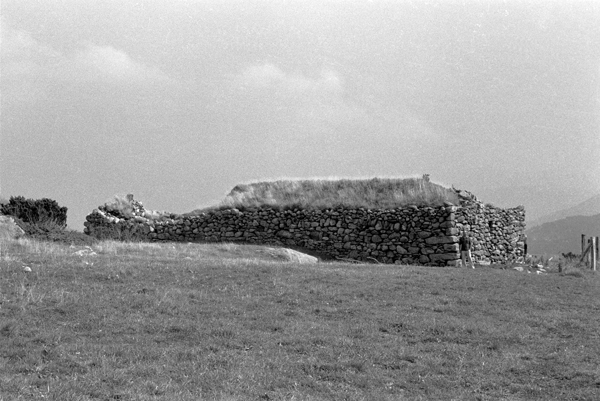
L'échancrure dans la partie de gauche correspond à l'effondrement de la voûte clavée en berceau brisé en arrière du pignon-façade.
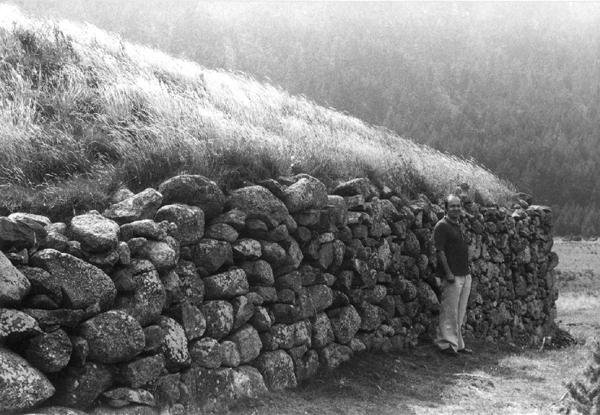
Le mur long de droite, au parement bâti en gros galets empilés. En arrière, le versant engazonné du toit de terre ou terrat.
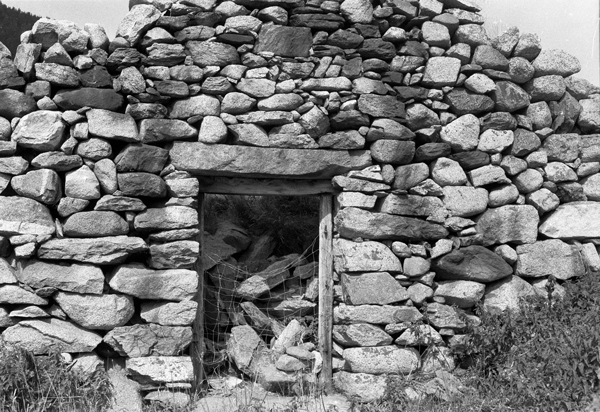
Entrée ménagée dans le pignon-façade, sous la pointe du fronton. Une porte en bois s'articulait sur des gonds fichés dans le chambranle en bois.
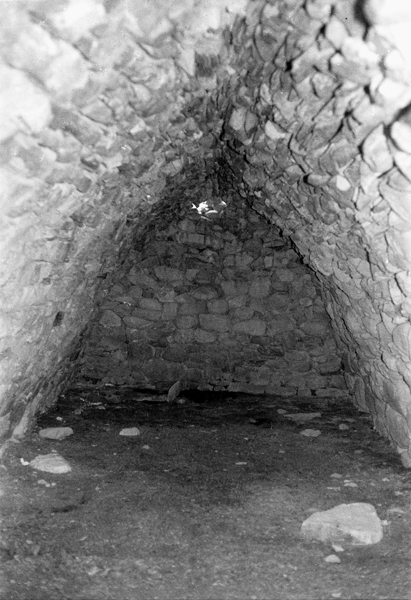
Voûte clavée, en berceau brisé, de la bergerie. Les assises de pierres sont inclinées vers l'intérieur.
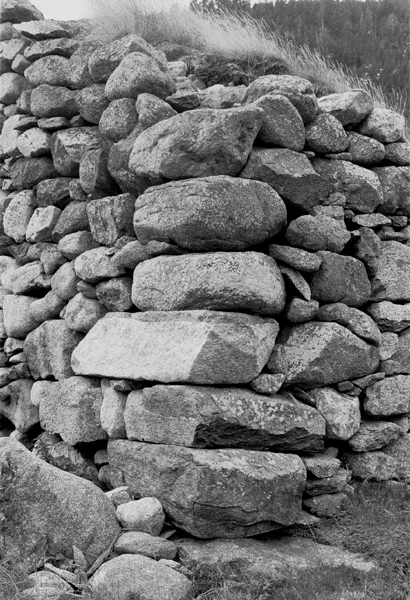
L'angle de droite du pignon-façade, formé par un chaînage grossier de gros galets plats.
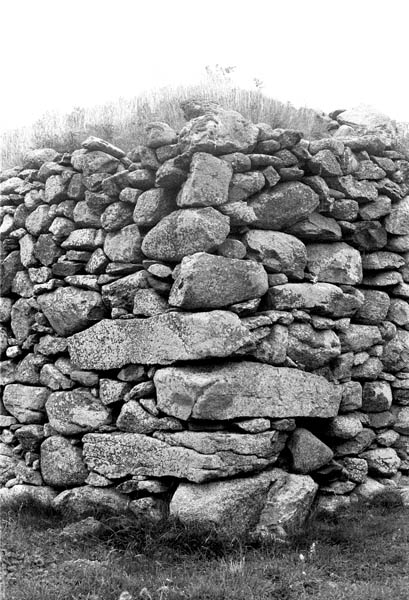
L'angle de gauche avec son chaînage de très grandes dalles.
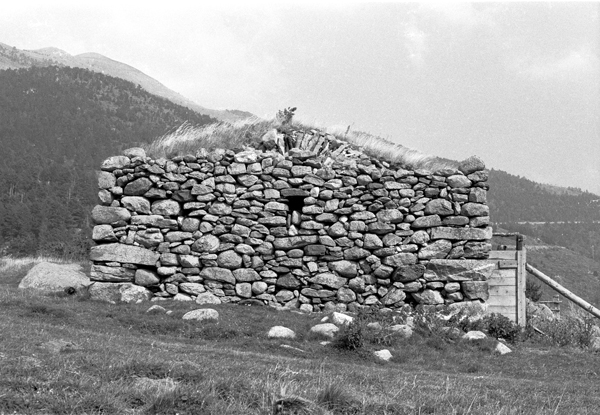
Le pignon arrière avec son regard axial partiellement obstrué.

Ce vaste bâtiment de plan rectangulaire, construit en blocs et dalles de granit, mesure extérieurement 23,80 m sur 7,10 m et intérieurement 21,40 m sur 4,40 m. C'est le plus grand des cortals en pierre. La hauteur extérieure des murs longs est de 2,50 m. Il est couvert d'un toit en terre à deux versants faiblement inclinés.
Le pignon-façade a ses rampants en forme de fronton tandis que le pignon arrière est surmonté d'une croupe.
La nef intérieure est un long berceau brisé, haut de 3,35 m, dont les naissances sont à même le sol : ce voûtement est obtenu par un clavage de grandes dalles selon un arc en forme d'ogive.
Le mur long occidental est percé de trois orifices de ventilation tandis qu'un regard axial traverse le mur du fond. Le mur long oriental est aveugle.
L'entrée, ménagée dans l'axe médian du pignon méridional, est haute de 1,85 m et large de 1,28 m à la base. Elle a pour montants de gros blocs appareillés en besace, une dalle pour linteau et une autre comme pierre de seuil. Un encadrement en bois de sapin, fixé dans l'embrasure, recevait une porte en bois.
Le bâtiment ne figure pas dans le cadastre de 1824, c'est dire que son édification est postérieure à la date d'achèvement du premier cadastre.

### Autres types architecturaux decortals
Une grande variété architecturale a existé en matière de cortals.
Dans la vallée de la Castillane, le terme cortal était appliqué à des étables foraines de montagne, témoins d'un mode de vie associant la vallée, où l'on séjournait l'hiver au village, et la montagne où l'on disposait d'un abri pour la belle saison. Ces cortals comportaient deux logements accolés, l'un formé de la juxtaposition d'une étable et d'une cuisine, l'autre de la superposition d'une bergerie et d'une chambre. On a ici un type de bâtiment qui ressemble davantage à ce qu'on appelle borde dans l'Ariège.
Sur la commune de Py, existaient naguère de petits cortals en pierre maçonnée, couverts d'une bâtière de chaume maintenue en place par des perches lestées d'une lourde pierre. Ils servaient toutefois à abriter des bovins et non des ovins.
Enfin, vers Fontpédrouse, se dressent de grands cortals circulaires non voûtés, à mur périphérique et à colonne pleine ou à tourelle ajourée centrale, entièrement construits en pierre sèche. Ils avaient pour toiture une enrayure de chevrons couverte de branchages ou peut-être de bâches. Ils auraient servi à protéger les agneaux des loups.

## Les cortals de l'Audeet de l'Hérault
Le terme de cortal, pris dans le sens de bergerie, était employé également dans les parlers occitans de l'Aude et de l'Hérault. 
À Ginestas, près de Narbonne, un acte de louage des services d'un majoral (ou chef des bergers) de 1555 fait obligation à ce dernier de fournir l'huile pour l'éclairage du cortal tant que les troupeaux demeureront dans ce local, cette obligation devant cesser quand les bêtes seront à la jasse (c'est-à-dire au bercail). 
Dans les Corbières audoises, d'anciens cortals, délestés de leur toiture de tuiles, dressent au ciel leur squelette de pierre, leur toiture retirée ou effondrée laissant voir deux ou trois rangées d'arcs maçonnés en plein cintre.

## Une réalité sémantique mouvante
Le sens des mots n'étant pas intangible, dans le parler de l'ancien Comté de Foix, cortal désignait non pas une bergerie mais un enclos pour le bétail. 
De même, le terme orri s'appliquait, dans les montagnes d'estive du haut Vicdessos dans l'Ariège, au site d’exploitation pastorale. Sens que l'on retrouvait d'ailleurs dans les estives du Conflent : ainsi la communauté de Cattla à Taurinya avait depuis le XVIe siècle une concession sur la montagne de Queraix « tant pour y placer son orry que pour y élever des barraques pour l'asile de ses bestiaux et des bergers ».

## La fin descortals
« Les cortals des alpages sont tombés en ruines », nous dit Jean Rigoli. Même les cortals de pierre encore debout (car les mieux construits et les plus récents), s'effaceront faute de mesures conservatoires. Les grands cortals de pierre du Conflent, vestiges d'un des derniers stades du pastoralisme régional au XIXe siècle, méritent non seulement qu'on leur conserve leur nom catalan authentique mais aussi qu'on reconnaisse leur remarquable originalité architecturale et l'étonnant savoir-faire des artisans anonymes qui les ont édifiés.

### Sources et bibliographie
- Pierre Ponsich, Cabanes et « orris » de pierre sèche des Pyrénées-Orientales, in Études roussillonnaises, t. V, 1956, pp. 305-317.
- Paul Cayla, Dictionnaire des institutions, des coutumes et de la langue en usage dans quelques pays de Languedoc de 1535 à 1648, Montpellier, 1964.
- Anny de Pous, L'architecture de pierre sèche dans les Pyrénées méditerranéennes, in Bulletin archéologique du Comité des travaux historiques et scientifiques, nouvelle série, 3, année 1967, Paris, B.N., 1968, pp. 21-115.
- Anny de Pous, L'architecture de pierre sèche des Pyrénées méridionales, in Archéologia, No 85, août 1975, pp. 20-28.
- Christian Lassure, L'œuvre d'Anny de Pous, in L'architecture rurale en pierre sèche, suppl. No 1, 1977, pp. 77-86.
- Claude Gendre et Christian Lassure, Contribution à l'étude de l'héritage architectural d'un village du haut Conflent : Sansa, Études et recherches d'architecture vernaculaire, No 3, 1983, 28 p.
- Jean Guibal, Henri Raulin, Volume Languedoc-Roussillon du Corpus de l'architecture rurale française, Éditions A. Die, 1994. en part. Les maisons des champs, pp. 45-49.